# Li Daojuan
Li Daojuan (poenostavljeno kitajsko 郦道元, tradicionalno kitajsko 酈道元, pinjin Lì Dàoyuán) je bil kitajski geograf, pisec in politik v dinastiji Severni Vej, * 466 ali 472, Okraj Džov, Hebej, † 527. 
Bil je avtor Komentarjev h Klasiki o vodah (kitajsko Šujdžingdžu), monumentalnega dela o geografiji starodavne Kitajske.
Li Daojuan je izkoristil svoj položaj državnega uradnika, 	zadolženega za izvajanje terenskih preiskav na različnih krajih. Znano je, da je obiskal območja, ki pripada današnjim provincam Henan, Šandong, Šanši in Džjangsu.
Drug vir njegovega znanja je bilo preučevanje starodavnih geografskih knjig, do katerih je imel dostop. Med njimi sta bili tudi Klasika o gorah in morjih (Šanhajdžing), dokončana v času zgodnje dinastije Zahodni Han, in Klasika o vodah (Šujdžing), ki jo je napisal Sang Čin v obdobju treh kraljestev in kasneje komentiral pisec dinastije Džin Guo Pu. Li je z lastnimi raziskavami in terenskim delom zelo razširil Klasiko o vodah, ki se v izvirniku ni ohranila. Znano je, da je opisovala 127 rek in potokov in vsebovala približno 10.000 znakov. Li Daojuanov Komentar h Klasiki o vodah obravnava 1252 vodotokov in vsebuje skupaj okoli 300.000 znakov. Knjiga razen rek in potokov opisuje tudi zgodovino, geografijo in kulturo okoliške regije. 